# Kikhavn
Kikhavn er et gammelt fiskerleje i Torup Sogn nordøst for Hundested i Nordsjælland. Fiskerlejet har mange gamle bindingsværkshuse med stråtag og en smuk beliggenhed ved Kattegat. I nærheden ligger Knud Rasmussens Hus, Tothavens Besøgsgård og et fyrtårn.
Kikhavn ligger i Halsnæs Kommune i Region Hovedstaden og har 25 fastboende beboere.
I henhold til jordebogen for Kronborg og Frederiksborg len 1582-83 havde Kikhavn 25 fiskere, som kun ydede fisk i landgilde. I 1795 nedbrændte ca. halvdelen af byens gårde.
I mere end 100 år har Kikhav Dige- og Kystsikringslag arbejdet på at sikre Kikhavn mod vandsiden. Laget blev etableret i 1922 og styres i dag af en bestyrelse, som i samarbejde med professionelle rådgivere arbejder med digeudbygning, kystbeskyttelse og vedligeholdelse af diget. Besøg hjemmesiden her www.kikhavn.dk.